# بيل سوليفان (لاعب كرة قاعدة أمريكي)
بيل سوليفان (بالإنجليزية: Bill Sullivan)‏ هو لاعب كرة قاعدة أمريكي، ولد في 1868 في بروفيدنس في الولايات المتحدة، وتوفي بنفس المكان في 8 أكتوبر 1905.

## وصلات خارجية
- بيل سوليفان (لاعب كرة قاعدة أمريكي) على موقعبيزبول رفرنس.كوم (الدوري الرئيسي) (الإنجليزية)
- بيل سوليفان (لاعب كرة قاعدة أمريكي) على موقعبيزبول رفرنس.كوم (الدوري الثانوي) (الإنجليزية)